# Batalla de Morelia (1863)
La Batalla de Morelia de 1863 tuvo lugar el 18 de diciembre de 1863 durante la Segunda Intervención Francesa en México por el general Márquez en contra de las fuerzas republicanas de José López Uraga. Se lucho entre fuerzas mexicanas exclusivamente ya que los franceses habían dejado sola a la guarnición conservadora, momento que los republicanos consideraron oportuno para destruirla.

## Antecedentes
La columna francesa salió al día siguiente (día 2), rumbo a Acámbaro. Márquez, con su acostumbrada actividad, comenzó sin pérdida de tiempo a poner a la ciudad en estado de defensa para no necesitar del auxilio de los franceses. Dirigían los trabajos de fortificación el coronel D. Mariano Heyes y el inteligente ingeniero Manuel Bamírez Arellano, cuyo valor, instrucción e inventiva fueron más tarde tan importantes para los imperialistas, en el sitio de Querétaro. 
La guarnición que quedó en Morelia se componía, según los datos tomados del historiador francés N'iox, de tres mil setecientos hombres de las tres armas. Los cuerpos estaban mandados por los jefes más distinguidos del ejército reaccionario, tales como el mismo Arellano, Oronoz, Tapia, Covarrubias, Lemus, Bodriguez, Méndez; la tropa se formaba, en su mayor parte, de los antiguos cuadros del Ejército que sirvió a Santa Anna y a Miramón, y de un millar de los prisioneros de Puebla, soldados escogidos de las fuerzas republicanas que, vigilados estrechamente, se vieron en la necesidad de combatir contra sus propios hermanos de armas. 

Hay que agregar al número de que he hecho mención el contingente que dio la leva ordenada por Ugarte: de modo que antes de quince días, Márquez contaba con un efectivo de más de cinco mil hombres. Márquez juzgaba, con razón, que no pasarían muchos días sin que fuese atacado. En efecto, el general Uraga, nombrada jefe del Ejército Republicano del Centro, libró sus órdenes desde San Pedro Piedragorda para que las divisiones mandadas por los generales Santiago Tapia, Felipe Berriozábal y Miguel M. Echeagaráy estuviesen sobre Morelia la mañana del 17 de Diciembre. Reunidas estas tropas, no excedían de nueve mil hombres con veinticuatro piezas de artillería.

Pasada revista á las tropas, Berriozábal se retiró á descansar unas cuantas horas; pero á las tres de la mañana se hallaba ya dictando sus órdenes para el ataque: Caamaño penetraría á la ciudad por la garita de Santa Catarina; Cáceres, con su batallón y el de guardia nacional de Toluca, atacaría por la Sotoraña; Regules, sin comprometer un ataque formal, debería limitarse á amagar á Capuchinas, punto saliente del polígono fortificado de la plaza, siendo su objeto principal proteger los movimientos de las dos anteriores columnas: Alvarez recibió la orden de situarse en la loma del Zapote y servir de reserva á Elizondo que debería apoderarse de la 
plaza de toros. Las cinco columnas se acercaron á la ciudad por sus respectivos puestos, no sin tener necesidad de hacer fuego sobre el enemigo, hasta que és*e se replegó á sus trincheras. Nótese que no habiendo dejado una reserva el general Uraga, Berriozábal se vio en la necesidad de ordenar que dos de las columnas de ataque estuviesen dispuestas á auxiliar á las otras tres, á riesgo de dejar descubiertos puntos importantes del perímetro fortificado, por donde el enemigo podría hacer con éxito algunas salidas.

## Batalla
Ignoro qué Cuerpos formaban las divisiones de Tapia y Echeagaray. De la de Michoacán, al mando del general Berriozábal, hé decir que estaba compuesta de cuatro brigadas, dos de infantería á las órdenes respectivamente de los generales Regules y Caamaño, y dos de caballeria que mandaban el coronel general Antonio Alvarez y el coronel Kosalío Elizondo: una batería de artillería estaba al mando del comandante Zavala. La brigada del general Servando Canales, situada en Mararatío, recibió orden de incorporarse á esta División y de dirigirse á Morelia; pero, desobedeciendo, tomó el camino de Zitácuaro, en donde permaneció algunos días, retirándose luego de Michoacán. 

Así las cosas, el 17, como á las ocho de la mañana, se avistó por la garita de Santiaguito, al Norte de la ciudad, la división del general Tapia. 
Por un momento creyó Márquez que podía batir en detalle al ejército que lo amenazaba, y hacia ya sus preparativos para salir al encuentro de aquella tropa, cuando la división de Michoacán apareció en las lomas de Santa María, y como, según las comunicaciones recibidas de Uraga, debería darse el ataque en aquel día, Berriozábal hizo avanzar desde luego las brigadas de infantería hasta el llano que se extiende al Sur 
de Morelia, debiendo permanecer allí, pecho á tierra, los soldados hasta nueva orden. La caballeria la apoyaba á retaguardia, y la artillería, situada en la loma con un piquete de infantes, servia de sostén. Pasaba el tiempo y no se recibía ningún correo de Uraga; las tropas, en espera de la orden de ataque, no habían tomado el rancho; aquella inacción era inexplicable. 
Entretanto el general Tapia hacía un poderoso fuego con sus cañones rayados. Muchos de los proyectiles rebasaban la ciudad e iban a caer no lejos de la infantería de Michoacán. 
Por fin, el general Uraga se presentó por la garita de Chicácuaro, seguido de la División Echeagaray. Serían las diez y media de la mañana. En ese momento se escuchó un vivo repique de campanas, que se daba en los templos de la 
ciudad, se oía la música militar de la plaza y los vivas atronadores en que prorrumpían los soldados del Imperio. Tenía esto por objeto, según el dicho de los jefes, moralizar a los hombres de la guarnición; pero en las filas se hizo correr el rumor de que aquellas demostraciones de regocijo tenían por caúsa la llegada de Uraga, á quien se suponía en connivencia con Márquez. Semejantes ardides no pasan de ser infames. 
Entretanto seguía tronando el cañón de los republicanos, sin que los imperialistas respondiesen al fuego: una columna de la División Echeagaray simuló un ataque sobre la Merced, cuyo objeto aparente era que D. José López TJraga hiciese el reconocimiento de la plaza, pero el verdadero sirvió al expresado general para ir a situarse en el Molino de Parras. En aquel lugar citó a los generales divisionarios a una junta que debía celebrarse a las cuatro de la tarde. 
Digamos ahora que la ciudad de Morelia jamás ha sido tomada á viva fuerza, no obstante los varios y muy serios ataques que ha sufrido. 
Esto consiste en su magnifica situación, que la hace inexpugnable: la artillería moderna podrá destruirla; pero, regularmente defendida, es casi seguro que las columnas de ataque se estrellarán en sus muros. Está colocada sobre una 
loma chata de suaves declives, de modo que por donde quiera que se penetre a la plaza se necesita subir. Hay en su recinto once antiguos conventos, que son otras tantas fortalezas, veinticuatro templos, los más con torres elevadas, y multitud de edificios particulares de sólida construcción. Todos estos monumentos están situados a corta distancia unos de otros y bien repartidos en el perímetro de la ciudad: algunos, como San José, San Agustín, la Compañía, San Diego y Capuchinas, dominan el interior de la ciudad y sus alrededores. Si á esto se agrega que las calles son rectas, casi tiradas a cordel, 
se comprenderá la importancia militar de la plaza. No está por demás decir que, excepción hecha del lado Oriente, por todos los demás vientos, Morelia está circundada por dos ríos que no tienen más puentes que los que dan acceso á las garitas. 
Tan formidable situación contaba además, en los días á que me refiero, con un perímetro de fortificación formado de cuarenta y cuatro parapetos y dos tambores. 
Después de las cuatro de la tarde, rompió de nuevo sus fuegos la artillería de los republicanos, mientras que los generales verificaban la junta de que he hablado. En ella manifestó Uraga que su ejército venia perseguido por la División Douay, la mejor y más numerosa del cuerpo francés expedicionario en México, que en aquellos momentos debería encontrarse en Zipimeo, á dos jornadas cortas de Morelia, y que por lo tanto era preciso apoderarse de la plaza en un solo ataque, aprovechar los elementos de guerra en ella existentes y evacuarla en seguida para no exponerse á una derrota por parte de la columna francesa. Los generales divisionarios se miraron sorprendidos. Berriozábal expuso que, supuesto aquel plan, el ataque era inútil y estériles sus consecuencias en el caso improbable de conseguir el éxito: que dadas las circunstancias presentes en que el enemigo, alejado de la capital de la República, marchaba hacia el interior y el Norte del país, una expedición al Valle de México daría por resultado, ó bien la ocupación de algunas plazas, ó ya el de cansar con marchas retrógradas á la División Douay y caer entonces sobre Morelia. Los otros dos generales se adhirieron á esta opinión; pero se sabe que Uraga no era hombre que sufriese una contradicción ni que aceptase el parecer de nadie: ordenó, en consecuencia, que las columnas deberían estar dispuestas á dar el ataque al amanecer del día siguiente; que no se diese rancho á la tropa, porque iría á tomarlo en Morelia, y que la señal para el asalto sería un cañonazo disparado en la loma de Santa María. Por toda instrucción se limitó á señalar á cada uno de los generales el punto por donde debería penetrar á la ciudad. Luego añadió: Si nos rechazan, ¡me volaré la tapa de los sesos! 
Morelia iba, pues, á ser atacada por tres divisiones, obrando cada una de por sí, sin que sus jefes estuviesen en contacto, sin un plan preconcebido, sin unidad en el mando, sin 
cohesión en las tropas, sin que se hubiera destinado una fuerza para servir de reserva, dejando impotente la artillería de grueso calibre, colocada á inmensa distancia. El general en jefe fué á situarse á Santa María, á una legua del lugar de los acontecimientos. 
Tapia debía atacar por el Norte, Echeagaray por el Poniente y Berriozábal por el Oriente y por el Sur. Cada uno 
de ellos fué á disponer sus columnas. 

Al espirar la tarde dejó de oirse el cañón y reinó un profundo silencio en la ciudad y en los campamentos de los republicanos. Después de media noche, la luna iluminaba apaciblemente aquellos sitios sobre los que la muerte inexorable fijaba ya sus ojos en que relampagueaba la luz del exterminio.

Si por parte de nuestras tropas se hacían preparativos, por la del enemigo no cesaron en toda la noche los trabajos para hacer más eficaz la defensa: se abrían nuevos fosos y cañoneras, se practicaban aspilleras en los muros, se colocaban retenes en las torres y en las azoteas, y se obstruían las calles con obstáculos de todas clases. 

Al sentir el enemigo que una fuerza, la de Elizondo, ocupaba la plazuela de San Juan, Márquez enrió á Zires á que reforzara la plaza de toros, gran anfiteatro de mamposteria que por si solo es inexpugnable, pero que en aquella vez fué poderosamente fortificado: Márquez dirigía personalmente los trabajos. Todas estas operaciones se hacían en medio de un nutrido fuego, en la noche del 17 al 18 de Diciembre de 1863. 
Comenzaba á amanecer. De lo alto de la colina de Santa María se dejó oir un cañonazo que repitieron los ecos de las montañas. Entonces la poderosa artillería del Ejército republicano rompió sus fuegos al Norte y Poniente de Morelia. 
Momentos después, se oía al rededor de la ciudad un trueno sordo é incesante. El humo comenzaba á cobijar el caserío. 
Era que las columnas de ataque penetraban en las calles. Aumentaba el fragor de la guerra; el clarín no cesaba de tocar paso veloz, ¡fuego! los cadáveres tapizaban el suelo; el ambiente estaba saturado de ayes de los moribundos, de maldiciones de los combatientes; la sangre comenzaba á correr; las masas compactas de soldados se abalanzaban sobre los parapetos: en el aire silbaban siniestramente las balas perdidas. Como si el estrépito de la batalla hubiera despertado los ruidos de cien generaciones, un rumor imponente y lúgubre cernía su onda sonora sobre el campo del combate. 
La columna á cuyo frente marchaba Caamaño, acometía con tal valor y decisión, que los defensores del Prendimiento pidieron auxilio de una manera desesperada. Los asaltantes ocupaban y§ la contra-escarpa del foso y estaban á punto de tomar la trinchera, cuando llegó personalmente Márquez en socorro del parapeto, acompañado de Ramírez Arellano, con un obús de á 24 y dos piezas de montaña, y del coronel Montenegro con el 4 batallón de linea. Entonces Caamaño y 
Márquez se disputaron la posesión de la trinchera, haciéndose de una y otra parte prodigios de valor, y empeñándose, no ya un combate, sino una encarnizada matanza. Pero mientras el enemigo se engrosaba con tropas de su reserva, los nuestros disminuían sin poder ser reemplazados. Los cañones dirigidos por Ramírez Arellano, vomitaban torrentes de metralla. Del lado del imperio caía herido el coronel Montenegro. Márquez dirigía en persona la defensa. En aquel instante se oyó un grito en las filas de los liberales. ¡El coronel Padres ha muerto! Sus soldados recogen el cadáver; se introduce la confusión; Márquez recobra la trinchera y los nuestros retroceden. 

Entretanto Cáceres se ha arrojado sobre las fortificaciones del ISmo Perdido y de la Soterraña. Toma la primera trinchera y su banda deja oir los alegres sones de la diana; sigue y ocupa la altura de la fábrica de tabacos; ya desprende una columna sobre la Merced, cuando llegan de refresco á auxiliar á los defensores de aquel punto un batallón de infantería y un cañón de á 8, mandados por el coronel Casarrubias, que cae herido al mismo tiempo que los republicanos se apoderan de la pieza de artillería. De nuevo se escuchan las dianas y los vivas á la República. Pero esta marcha triunfal ha empleado más de dos horas. Márquez sabe lo que pasa por el rumbo de la Merced; deja reforzado el Prendimiento y acude con sus reservas á batir á Cáceres. Este jefe pide auxilio á Echeagaray, que con su división parece que se ha declarado neutral y no se mueve de sus posiciones. Sólo el general Espindola se presta á dar auxilio con su pequeña brigada. Como un león se arroja Márquez con la numerosa reserva sobre los mil hombres de Cáceres: el empuje es irresistible, Espíndola es herido, perdemos la pieza de artillería quitada al enemigo, 
y éste recobra sus parapetos. Entonces Berriozábal mandó llamar á Regules. 
Por su parte este general había amagado las trincheras colocadas en las calles contiguas á Capuchinas; pero lo hizo con tal arrojo, que sus soldados se apoderaron de ellas. Entonces simuló su ataque sobre el templo y el convento de aquel nombre; pero este ataque falso se convirtió en verdadero y terrible.
Si por estos puntos nuestros soldados daban muestras de intrepidez, la brigada Etizondo no permanecía ociosa. Emprendió el asalto y se apoderó de la iglesia de San Juan y en seguida del panteóp contiguo. Dos veces destacó sobre la 
plaza de toros al valiente batallón de Zitácuaro; las dos veces quedó regado de cadáveres el campo exterior. Nopudo más, y permaneció en los puntos ocupados en espera de órdenes. 
A la izquierda del lugar en que pasaban estos últimos sucesos, una columna del general Tapia simulaba un ataque falso por el rumbo de San José. El general Zires, que defendía toda esa zona, se vio en la necesidad de pedir auxilio, y le fué enviado el segundo batallón de linea, á las órdenes del coronel Ramón Méndez, que ocupó las alturas de aquel templo. Ahí se empeñó un combate que, por nuestra parte, sólo 
en apariencia era formal. 
Pero el general Tapia lograba asi su objeto. Mientras tanto, él personalmente conducía dos columnas de ataque sobre el colegio de las Rosas. Conocedor del terreno, y sabiendo aprovechar sus accidentes, cuando los que sostenían las trincheras sintieron aquel movimiento, fué cuando ya los republicanos se arrojaban sobre los parapetos, y no obstante la bizarría con que se hizo la defensa. Tapia se apoderó de las fortificaciones, y rápido atacó el edificio de las Rosas que cayó en su poder. No perdió un instante, ocupó el convento de Teresas, dejando allí una de sus columnas, y avanzó sereno, imperturbable, en medio de un diluvio de balas, hasta penetrar á la plaza de armas, ocupando los portales de Hidalgo y Matamoros. 
¡Oh! Si Uraga hubiera tenido una fuerza de reserva y personalmente hubiera estado en el campo de batalla, multiplicándose en todas partes, como lo hizo Márquez, ¡en aquel momento Morelia habría caído en su poder! 
Sonaban las dianas de los republicanos en el centro de la ciudad; se repicaba en los campanarios de las Rosas y de las Teresas; el pánico se difundía entre los imperialistas. 
¡Entonces pasó lo inconcebible! 
Los ayudantes de Uraga llegaban á todo escape á Morelia. 
Cuando Tapia recibió la orden. absurda de retirarse, no quiso creerla, y respondió al ayudante: ¡Eso no puede ser! Si ya la plaza está tomada. 
— Que cualquiera que sea la situación que vd. guarde, se 
retire en el acto, replicó el oficial. 
Tapia palideció: puso la punta de su espada en uno de los 
pilares del portal y ¡se fué á fondo! ¡El acero quedó hecho pedazos! 
Eran como las diez de la mañana. El general Tapia dio la orden de retirada, y en aquellos momentos llegaba Márquez Con toda la reserva. Sabedor de que la plaza de armas estaba ocupada, retiró de San José el 2? batallón de linea y llamó á Ramírez Arellano con la artillería. Con un verdadero ejército se echó sobre Tapia, quien, paso á paso^ tomaba de regreso la dirección de las Ro^as. Asaltantes y asaltados se batían como los mejores soldados. De nuestra parte cayeron heridos los tenientes coroneles Órnelas y Rioseco, y de la del enemigo dos ayudantes de Márquez, que perdió su caballo acribillado á balazos. En aquel acto le daban parte de que los republicanos que atacaban por los demás puntos se pronunciaban ya en retirada. Enardecido con esta noticia, reforzó aún más su tropa con fuerzas del coronel de artillería Ignacio de la Peza, del teniente coronel Juan B. Rodríguez, del comandante de escuadrón Bartolomé Ballesteros, del coronel del 29 de caballería Francisco Lemus y de otros varios oficiales que mandaban piquetes. A un tiempo llegaron las expresadas tropas imperialistas á la plazuela de las Rosas. El general Tapia había ya reconcentrado las suyas, y en buen orden se retiró á la vista del enemigo. 
¿Qué había determinado á Uraga á lanzar su orden de retirada? Sólo puede explicarse por los sucesos que se verificaban en las demás líneas de ataque. 
Berriozábal había llamado á Regules, según vimos, con el objeto de destinar parte de sus fuerzas á renovar el ataque sobre la Soterraña, y á cubrir con el resto la retirada en caso necesario; pero Regules, después de simular un ataque sobre Capuchinas, avanzó por la calle que conduce á San Francisco, por lo que atrajo sobre sí la atención de Márquez, quien envió al general Gutiérrez con algún auxilio á aquel punto. 
Entonces se trabó un reñido combate entre Gutiérrez y Regules, en los momentos en que éste recibía la orden de Berriozábal. Para obsequiarla, se retiró lentamente, sin dejar de batirse, teniendo que hacer alto repetidas veces á fin de obligar al enemigo á que lo respetase. Inmensas pérdidas sufrió esta valiente brigada; pero la más sensible fué la del teniente coronel Antonio Chávez, herido en aquel acto, y que falleció tres días después en Tacámbaro. Chávez era un acrisolado patriota; oriundo de Indaparapeo, desde joven se alistó entre los soldados del pueblo, adquiriendo sus ascensos por su valor y amor á la disciplina militar. 
Entretanto, en el Prendimiento, muerto ya Padres, como la columna de ataque que mandaba Caamaño cejó un momento, Márquez, según vimos, reforzando aquel punto, pudo ocurrir por el lado de la Merced. 
Caamaño tomó entonces personalmente el mando de la columna, y se lanzó de nuevo sobre la trinchera. La ventaja numérica estaba ya por parte de los que defendían el parapeto. Un torrente de balas inundó la calle, y Caamaño, al pie de la trinchera, cayó gravemente herido; pero lejos de retirarse, ordenó á Salazar que continuara el ataque, aconsejándole que echara pie a tierra, pues aquel jefe estaba a caballo al frente de su batallón. Salazar, con aquel carácter impetuoso que le conocimos, no hizo caso del consejo, y ginete en su corcel, avanzó, lleno de ardor, dando a sus soldados la orden y el ejemplo del asalto. Salazar cayó traspasado del pecho, con 
una herida que lo puso en peligro de muerte. Se introdujo en las filas de los asaltantes el desorden natural al ver caer al último de sus jefes. Notarlo los traidores y brincar sobre las trincheras, fue todo uno. El combate se empeñó entonces al arma blanca, encarnizado, terrible, sin que se diera cuartel ni de uno ni de otro lado. Berriozábal acude á quel sitio, nó pudiendo avanzar porque los dispersos se lo impiden; sin embargo, viendo rodeado de enemigos á su ayudante Manuel David Arteaga, se abre paso, le ordena que monte en ancas de su caballo, y ya al retirarse, el corcel dorado de aquel jefe recibe un bayonetazo que dificulta su marcha. 
Es éste uno de aquellos momentos en que cada hombre sólo piensa en sí mismo para atacar o defenderse, en que el espíritu de corporación se. funde en un supremo egoísmo. Empero Berriozábal se sobrepone á este sentimiento, y no 
abandona á los suyos, presto á acudir personalmente á donde sea necesario. 

Entre los asaltantes acaba de ser herido el abanderado del 1 ligero de Toluca. La majestuosa insignia de la patria ya á caer en poder de los traidores. En aquel momento un joven capitán atraviesa rápido entre los soldados, y de entre un grupo de enemigos arrebata el lábaro y lo defiende y se retira con él, seguido de la destrozada columna del ataque. Aquel joven era el capitán José Vicente Villada, a quien Berriozábal asciende al empleo de comandante de batallón en el mismo campo de batalla. 
Sólo quedaban en el panteón de San Juan la fuerza de Elizondo y los valientes hijos de Zitácuaro. Para desalojarla, unieron sus esfuerzos Zires, Oronoz, Gutiérrez y Ramírez Arellano, que emprendieron un ataque vivísimo sobre aquella tropa republicana, la cual, viéndose sin apoyo, emprendió la retirada, siendo perseguida por una columna de infantería al mando del teniente coronel Francisco Kedonet. 

Los restos dé la División de Michoacán se reorganizaron en el llano de Santa Catarina, al abrigo de los disparos de los cañones situados en Santa María, que hasta aquella hora volvieron a funcionar. Al ver Uraga dispersos los soldados de la más numerosa de sus columnas, se creyó derrotado en todas las líneas de ataque, y ordenó la retirada. 
Eran las diez de la mañana. Había concluido la jornada. 
En Morelia repicaban las campanas de todos los templos y las músicas repetían las orgullosas dianas que solemnizaban el triunfo de la guarnición; mas el pueblo de la ciudad permanecía ajeno al regocijo. 
Márquez no creía en su dicha. Para cerciorarse por sus propios ojos de que los republicanos se retiraban, subió a la azotea de la casa que le servia de alojamiento.^ Desde allí, con su anteojo, divisaba al enemigo que iba alejándose de la ciudad. De repente una bala surca su rostro, y Márquez, chorreando sangre, cae al suelo sin sentido. La hemorragia no fue de gravedad, y recobrando a poco el conocimiento, pudo desde su cama seguir dictando órdenes. 
En las calles habían quedado más de mil cadáveres, la mayor parte, de los asaltantes. En los cuarteles de las tropas imperialistas había como setecientos prisioneros. 
En la noche fueron fusilados en el mesón de las Animas y en el del Socorro algunos de los ofícÍ9,les liberales que quedaron en poder del enemigo. Se les dio sepultura en las caballerizas. 
¡Qué fatal destino el de Márquez de empañar siempre con 
sangre el brillo de sus victorias! 
En la tarde se volvió a oír el cañón en Santa María. Un 
cortejo fúnebre acompañaba el cadáver del general Padres, 
muerto por salvar a la patria! Hoy yace en el olvido aquella 
tumba solitaria, pero el héroe vive en los fastos gloriosos del 
Ejército.